# Sensorisches Gating
Sensorisches Gating bezeichnet einen Prozess der sensorischen Reizverarbeitung.
Das Prinzip des sensorischen Gatings besteht darin, dass während der Verarbeitung eines bestimmten Reizes die Verarbeitung anderer, für eine jeweilige Aufgabe irrelevante Reize, unterdrückt wird. Die neurophysiologische Grundlage bildet die Inhibierung nikotinischer Acetylcholinrezeptoren sowie GABA-Rezeptoren im Thalamus. Die Messung erfolgt mittels EEG oder Präpulsinhibition.
Sensorisches Gating kann als Diagnosekriterium für verschiedene neuropsychologische Erkrankungen wie Schizophrenie oder Alzheimer-Krankheit genutzt werden.